# Svenska mästerskapen i fälttävlan 1964
Svenska mästerskapen i fälttävlan 1964 avgjordes i Strömsholm . Tävlingen var den 14:e upplagan av Svenska mästerskapen i fälttävlan.

## Resultat
| Placering | Ryttare           | Häst     |
| --------- | ----------------- | -------- |
| 1         | Ingemar Rindestad | Schah    |
| 2         | Stig Lindbäck     | Fiffi xx |
| 3         | Jan Krahlmark     | Chess    |